# Kwaku Boateng (Leichtathlet)
Kwaku Boateng (Kwaku-Barima Boateng; * 30. Juni 1974) ist ein ehemaliger kanadischer Hochspringer ghanaischer Herkunft.
Für Ghana startend schied er bei den Commonwealth Games 1994 in Victoria in der Qualifikation aus. Er blieb als Flüchtling in Kanada und startete von 1997 an für seine neue Heimat.
1999 wurde er bei den Panamerikanischen Spielen in Winnipeg mit seinem Landsmann Mark Boswell zum Sieger erklärt, nachdem der Kubaner Javier Sotomayor wegen Dopings disqualifiziert worden war, und wurde Sechster bei den Weltmeisterschaften in Sevilla.
Bei den Olympischen Spielen 2000 in Sydney kam er auf den zwölften Platz.
2001 wurde er Zwölfter bei den Hallenweltmeisterschaften in Lissabon, gewann Silber bei den Spielen der Frankophonie und wurde Achter bei den Weltmeisterschaften in Edmonton.
Bei den Commonwealth Games 2002 in Manchester und bei den Spielen der Frankophonie 2005 holte er jeweils Silber.

## Persönliche Bestleistungen
- Hochsprung: 2,34 m, 3. Juli 2000, Zagreb
  - Halle: 2,28 m, 9. Februar 2000, Piräus